# Kazimierz Laskowski
Pour les articles homonymes, voir Laskowski.
Kazimierz Laskowski, né le 7 novembre 1899 à Troïtsk et mort le 20 octobre 1961 à Varsovie, est un escrimeur polonais, pratiquant le sabre et l'épée.

## Palmarès

### Jeux olympiques
- 1928 à Amsterdam, Pays-Bas
  -  Médaille de bronze en sabre par équipes

### Championnats du monde
- 1930 à Liège
  -  Médaille de bronze en sabre par équipes

### Championnats de Pologne
- 3  Champion de Pologne d'épée (1928, 1929, et 1931)
- 1  Champion de Pologne de sabre (1930)

## Récompensnes et distinctions
- Croix de la Valeur polonaise
- Croix d'or du mérite polonais (Złoty Krzyż Zasługi)
- Plusieurs médailles militaires